# Byrdstown
Byrdstown – miasto w Stanach Zjednoczonych, w stanie Tennessee, siedziba administracyjna hrabstwa Pickett.